# Elezioni regionali in Umbria del 1985
Le elezioni regionali in Umbria del 1985 si tennero il 12-13 maggio. Il presidente uscente Germano Marri è stato rieletto per la terza volta dal consiglio regionale. 

## Risultati elettorali
| Liste                                                  | Voti    | %     | Seggi |
| ------------------------------------------------------ | ------- | ----- | ----- |
| Partito Comunista Italiano (PCI)                       | 258.806 | 44,35 | 14    |
| Democrazia Cristiana (DC)                              | 160.388 | 27,48 | 9     |
| Partito Socialista Italiano (PSI)                      | 84.587  | 14,49 | 4     |
| Movimento Sociale Italiano - Destra Nazionale (MSI-DN) | 36.960  | 6,33  | 2     |
| Partito Repubblicano Italiano (PRI)                    | 14.996  | 2,57  | 1     |
| Partito Socialista Democratico Italiano (PSDI)         | 9.840   | 1,69  | -     |
| Democrazia Proletaria (DP)                             | 7.188   | 1,23  | -     |
| Partito Liberale Italiano (PLI)                        | 5.197   | 0,89  | -     |
| Union Valdôtaine-Partito Democratico-UPAP-Ecologia     | 2.326   | 0,40  | -     |
| Alleanza Italiana Pensionati-Liga Veneta               | 2.103   | 0,36  | -     |
| Partito Nazionale Pensionati                           | 1.183   | 0,20  | -     |
| Totale                                                 | 583.574 |       | 30    |

| Riepilogo dei seggi | Riepilogo dei seggi | Riepilogo dei seggi | Riepilogo dei seggi | Riepilogo dei seggi | Riepilogo dei seggi | Riepilogo dei seggi |
| ------------------- | ------------------- | ------------------- | ------------------- | ------------------- | ------------------- | ------------------- |
|                     |                     |                     |                     |                     |                     |                     |
| PCI                 | 14                  | ━                   |                     | PSI                 | 4                   | ━                   |
| PRI                 | 1                   | ━                   |                     | DC                  | 9                   | ━                   |
| MSI-DN              | 2                   | ▲ 1                 |                     | PSDI                | 0                   | ▼ 1                 |